# 토요타 RAV4
토요타 RAV4(Toyota RAV4)는 토요타가 제조하는 전륜구동 기반의 컴팩트 SUV다.
같은 플랫폼을 쓰는 차량으로는 토요타 해리어(3세대 이후), 렉서스 NX가 있다.

### 1세대(XA10) (1994~2000)

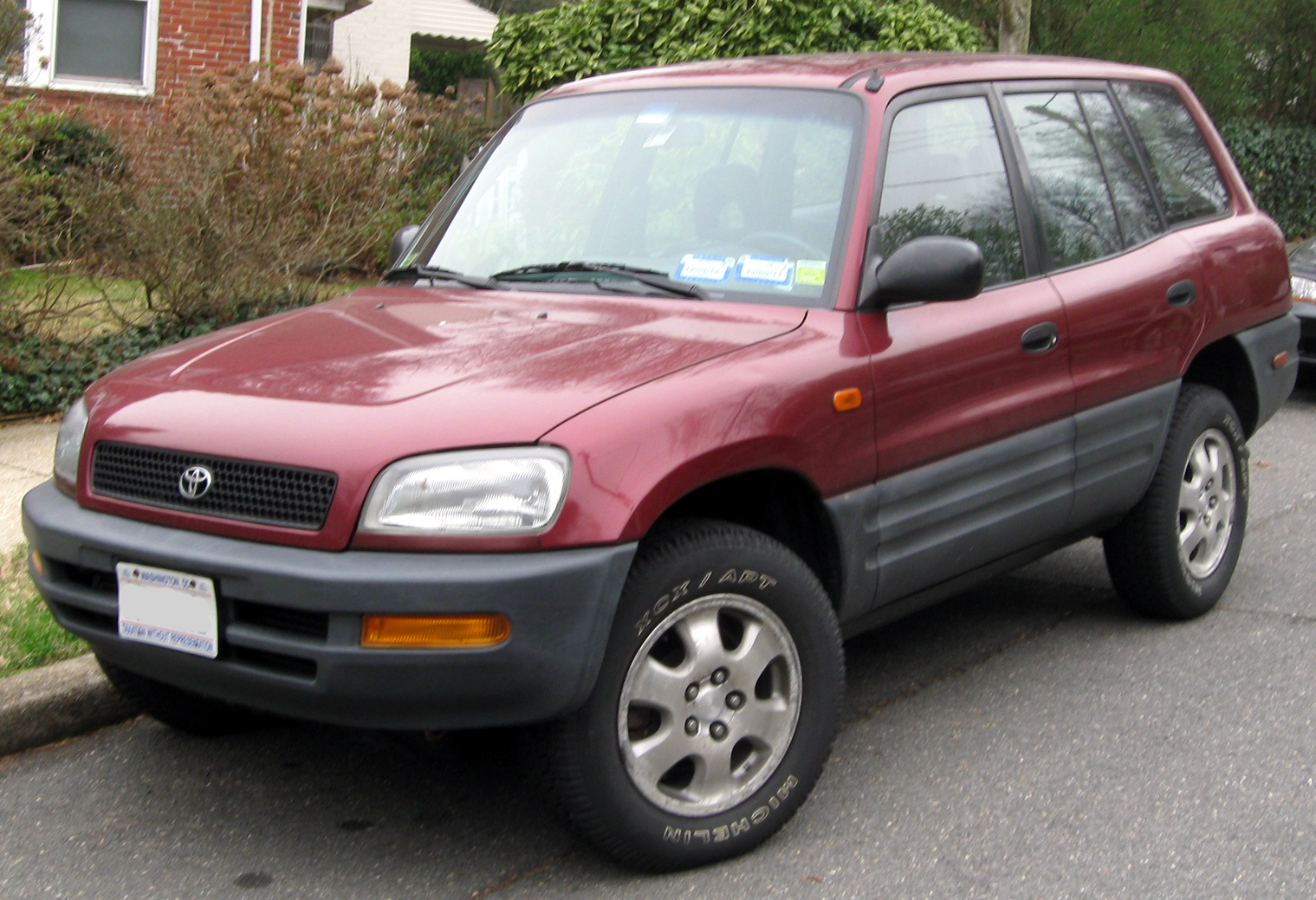
토요타 RAV4(5도어 전기형) 정측면

1994년 5월에 출시되었다. 3도어, 5도어 등 2가지 차체로 나뉘었고, 미국에서는 120마력의 2.0L 가솔린 엔진이 적용되었다. 전륜구동과 4륜구동이 있었으며, 4단 자동변속기와 5단 수동변속기로 나뉘었다. 1998년에 내·외관이 약간 변경되었고, 2도어 소프트 탑도 추가되었다. 2.0L 가솔린 엔진의 출력이 127마력으로 증가하였다. 1999년에는 3도어가 북아메리카 시장에서 단종되었으며, 5도어가 이 포지션을 대체하게 된다. 일본에서는 177마력을 내는 고성능의 2.0L 3S-GE BEAMS 가솔린 엔진도 선택이 가능했다.

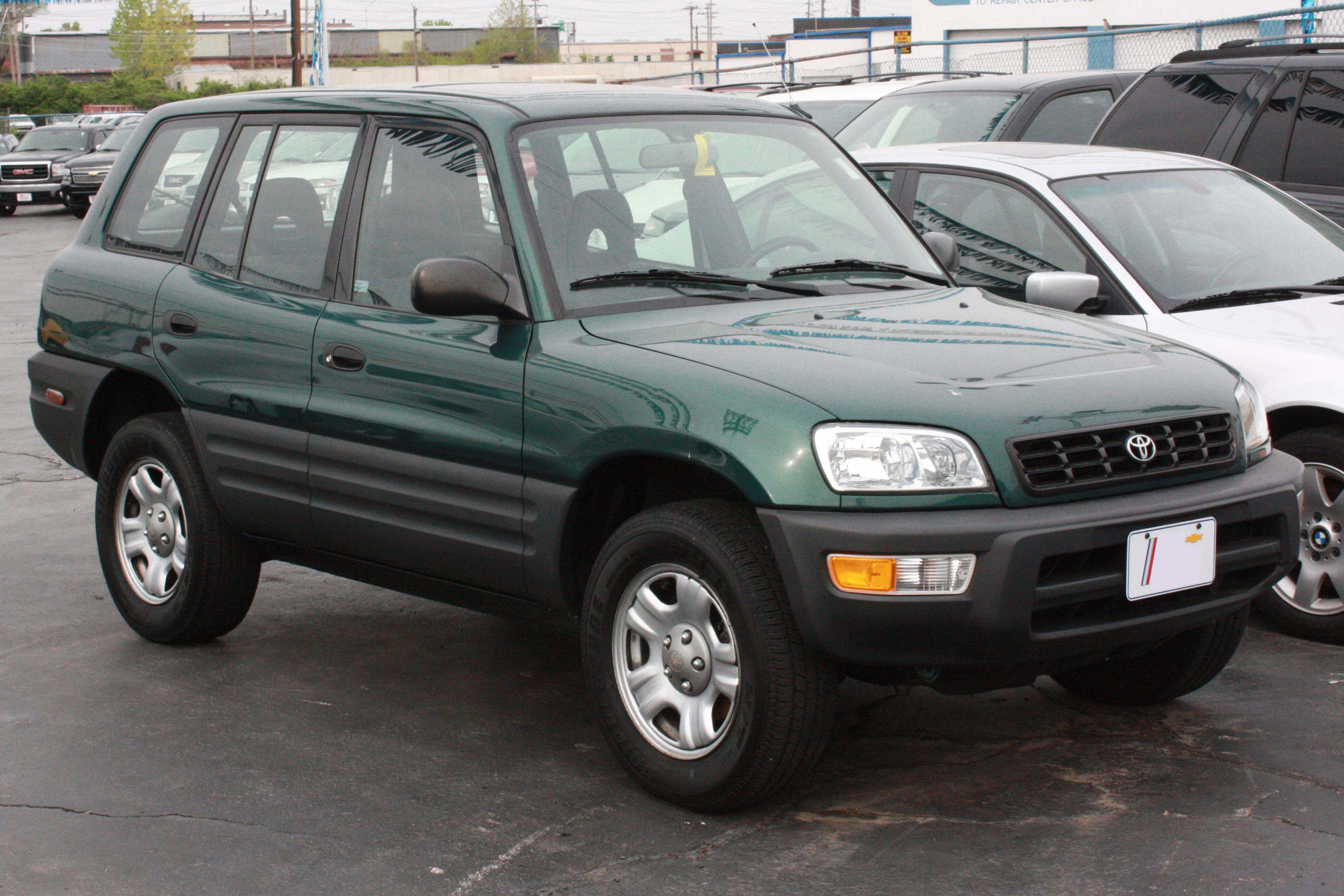
토요타 RAV4(5도어 후기형) 정측면
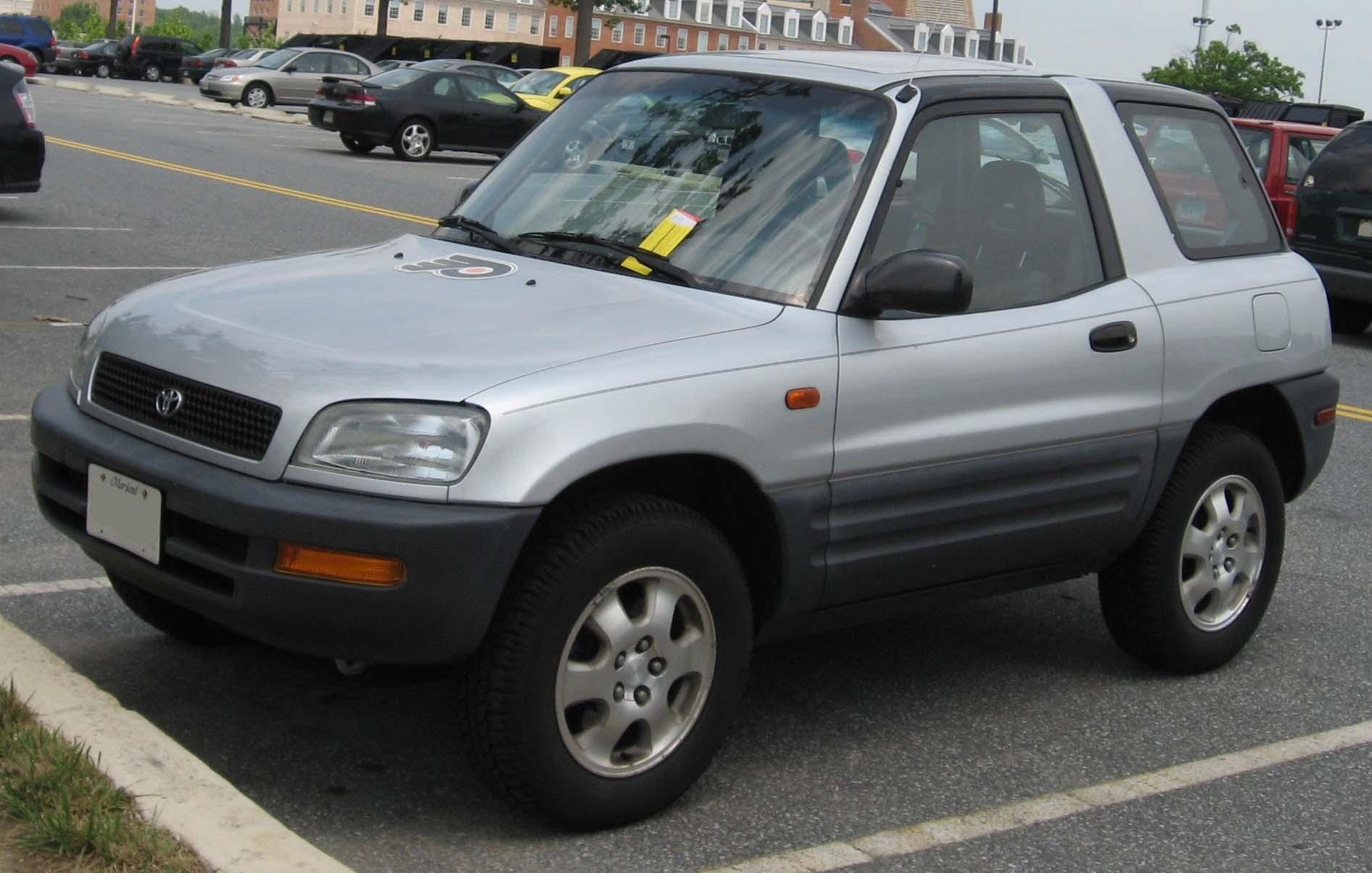
토요타 RAV4(3도어 전기형) 정측면
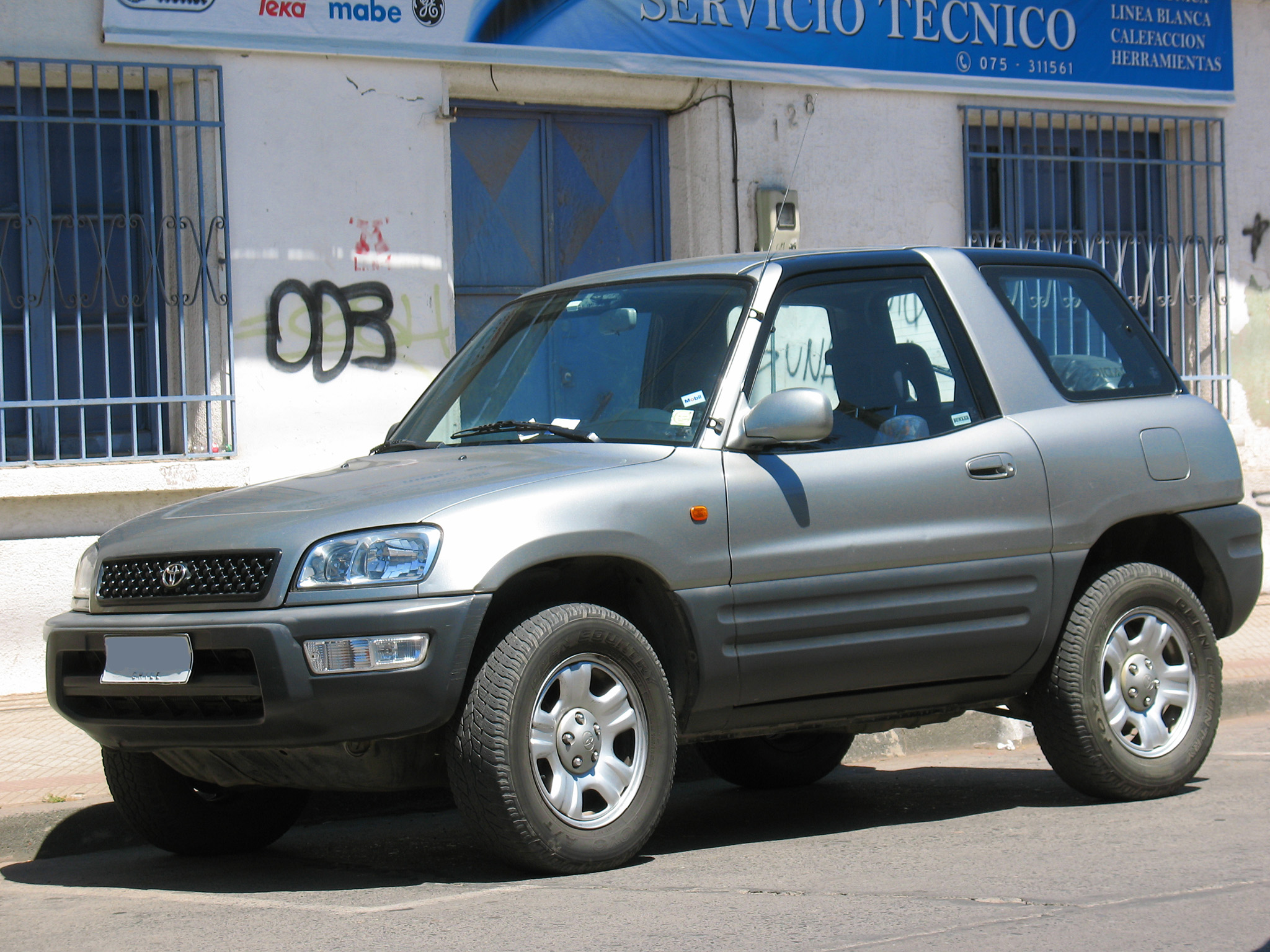
토요타 RAV4(3도어 후기형) 정측면

### 2세대(XA20) (2000~2005)

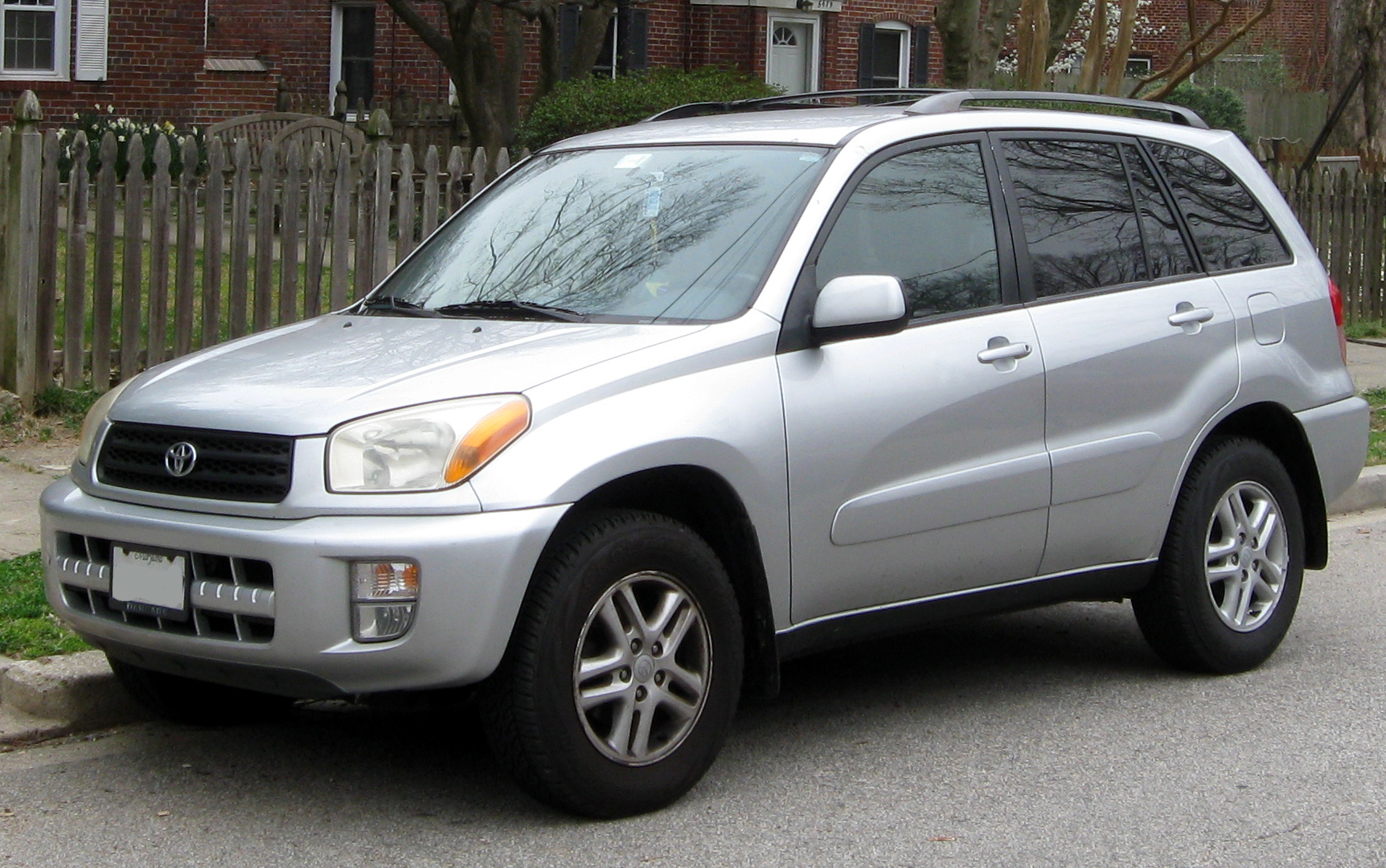
토요타 RAV4(5도어 전기형) 정측면

2000년 5월에 출시되었다. 카리나와 코롤라의 플랫폼과 여러 부품을 공유하였다. 라인업 중 NV는 전륜구동, 그 외 NRG, GX, VX는 상시 4륜구동이었다. 125마력의 1.8L 가솔린 엔진은 전륜구동에만 적용되었고, 150마력의 2.0L 가솔린 엔진도 있었다. 스포트 패키지 선택 시에 메쉬 타입 라디에이터 그릴, 본넷 스쿠프, 별도 도색된 도어 핸들, 루프 랙, 알루미늄 스포츠 페달, 열선 내장 아웃 사이드 미러, 회색으로 칠해진 범퍼와 펜더, 그리고 스포트 섬유 시트가 추가되었다. 경쟁 차종인 혼다 CR-V보다 한 치수 높은 16인치 휠을 기본으로 장착했으며, 4륜구동을 선택하면 더 큰 타이어를 끼울 수 있었다. 2003년에 페이스리프트를 거쳤으며, 새로운 엔진과 스타일링 변화 등 여러 군데 업데이트가 되었다. 미국에서는 차체 구조가 강화되었으며, 차체 자세 제어 장치가 기본적으로 탑재되었다.

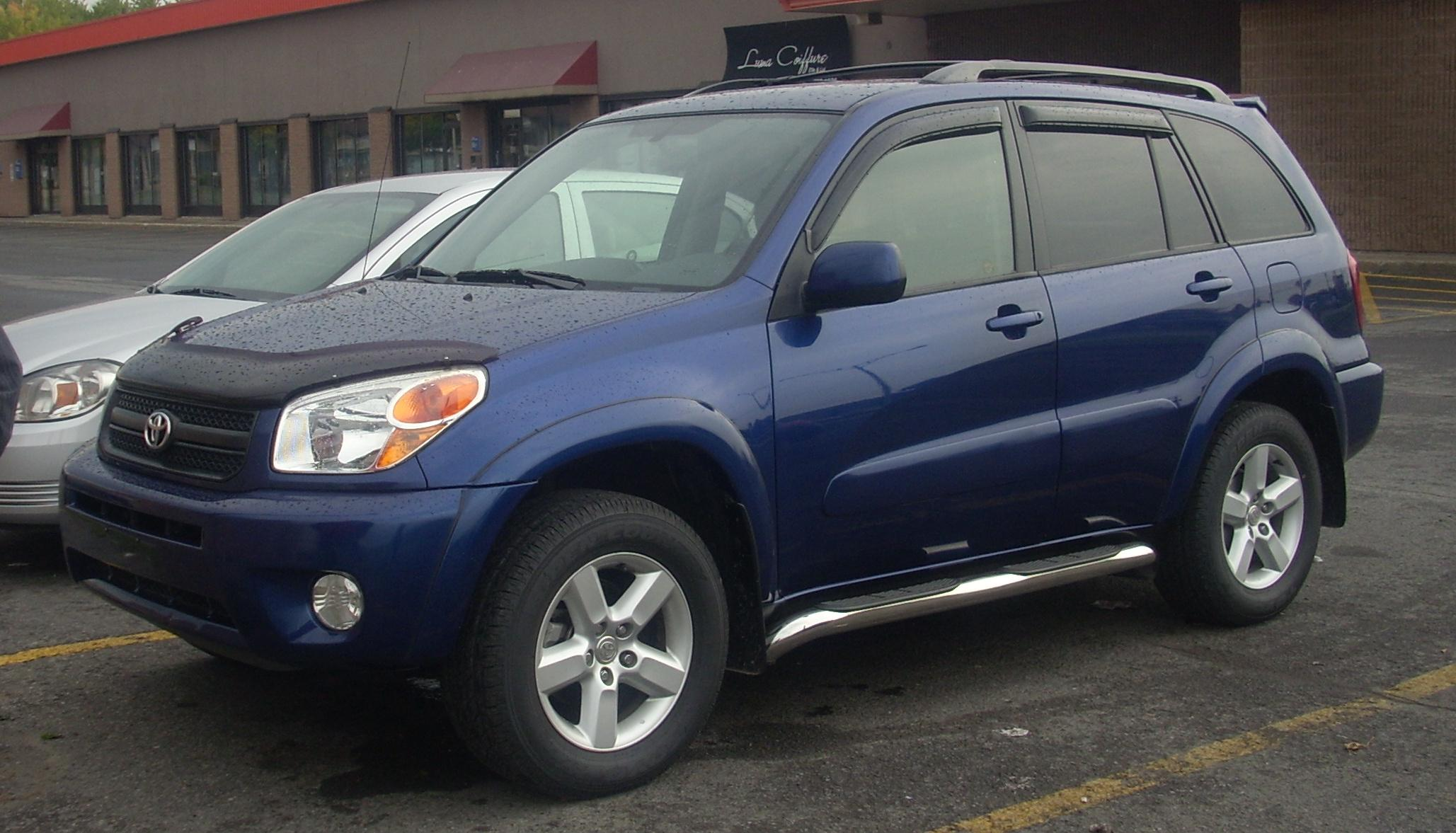
토요타 RAV4(5도어 후기형) 정측면
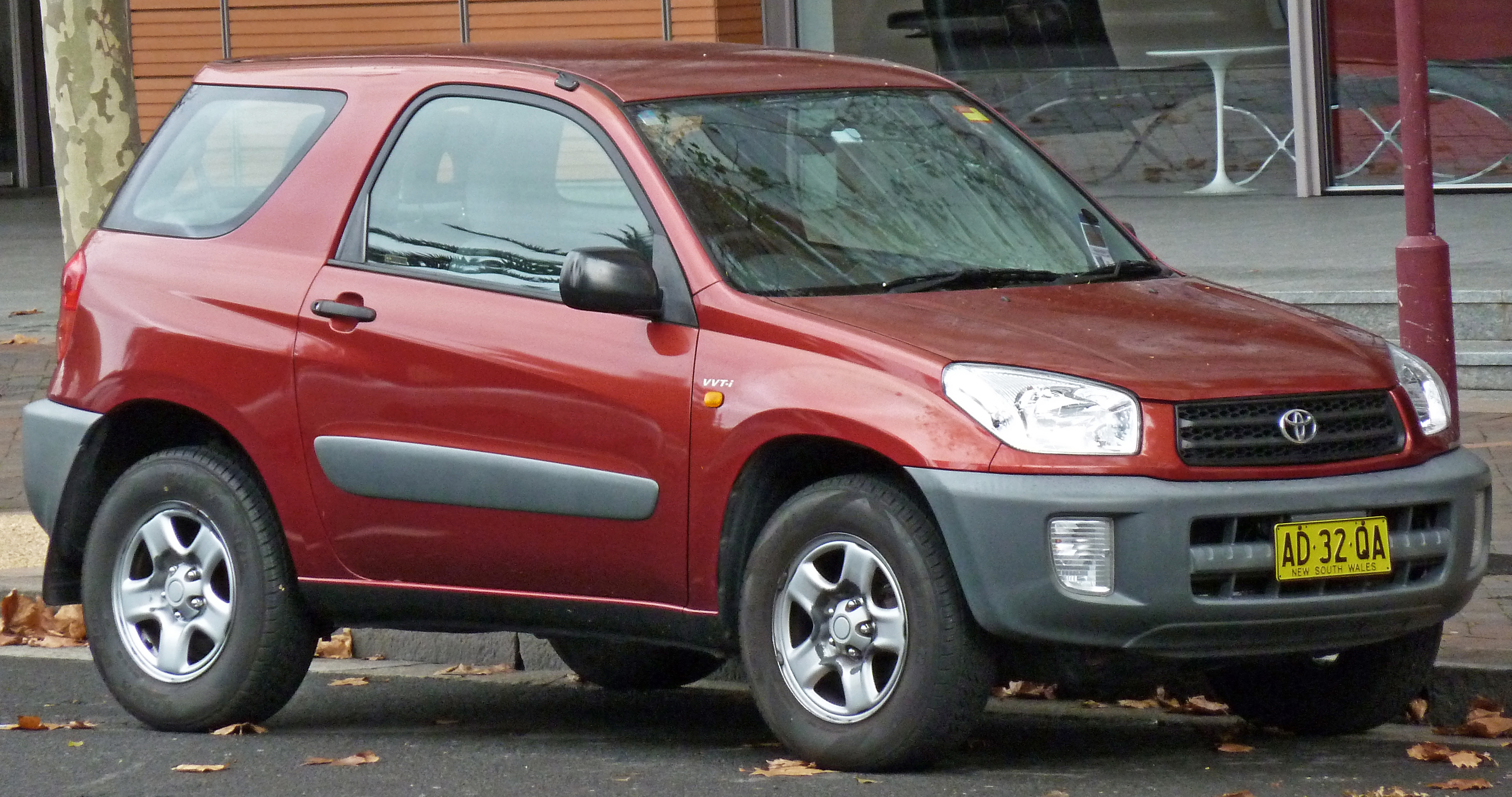
토요타 RAV4(3도어 전기형) 정측면
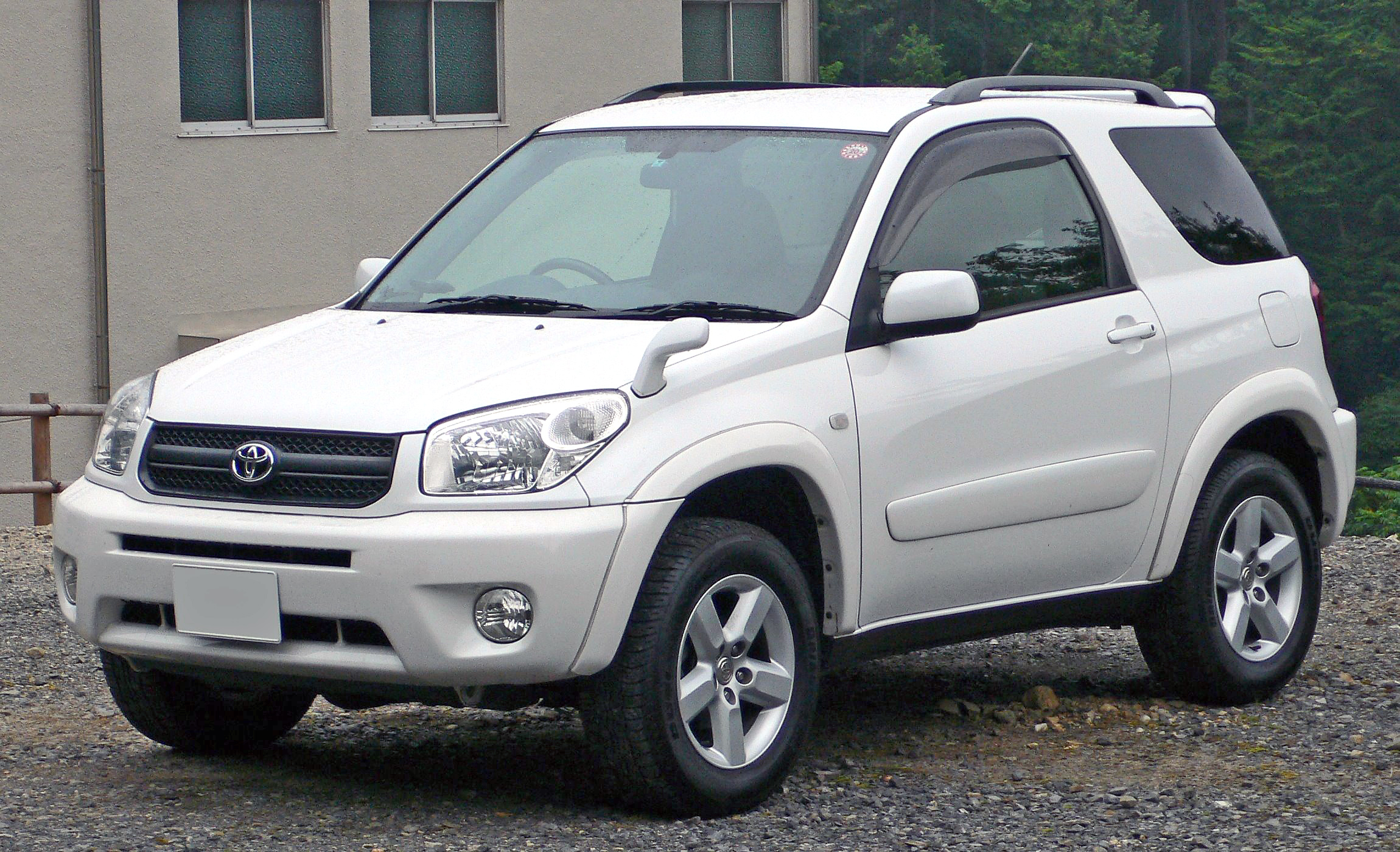
토요타 RAV4(3도어 후기형) 정측면

### 3세대(XA30) (2005~2016)

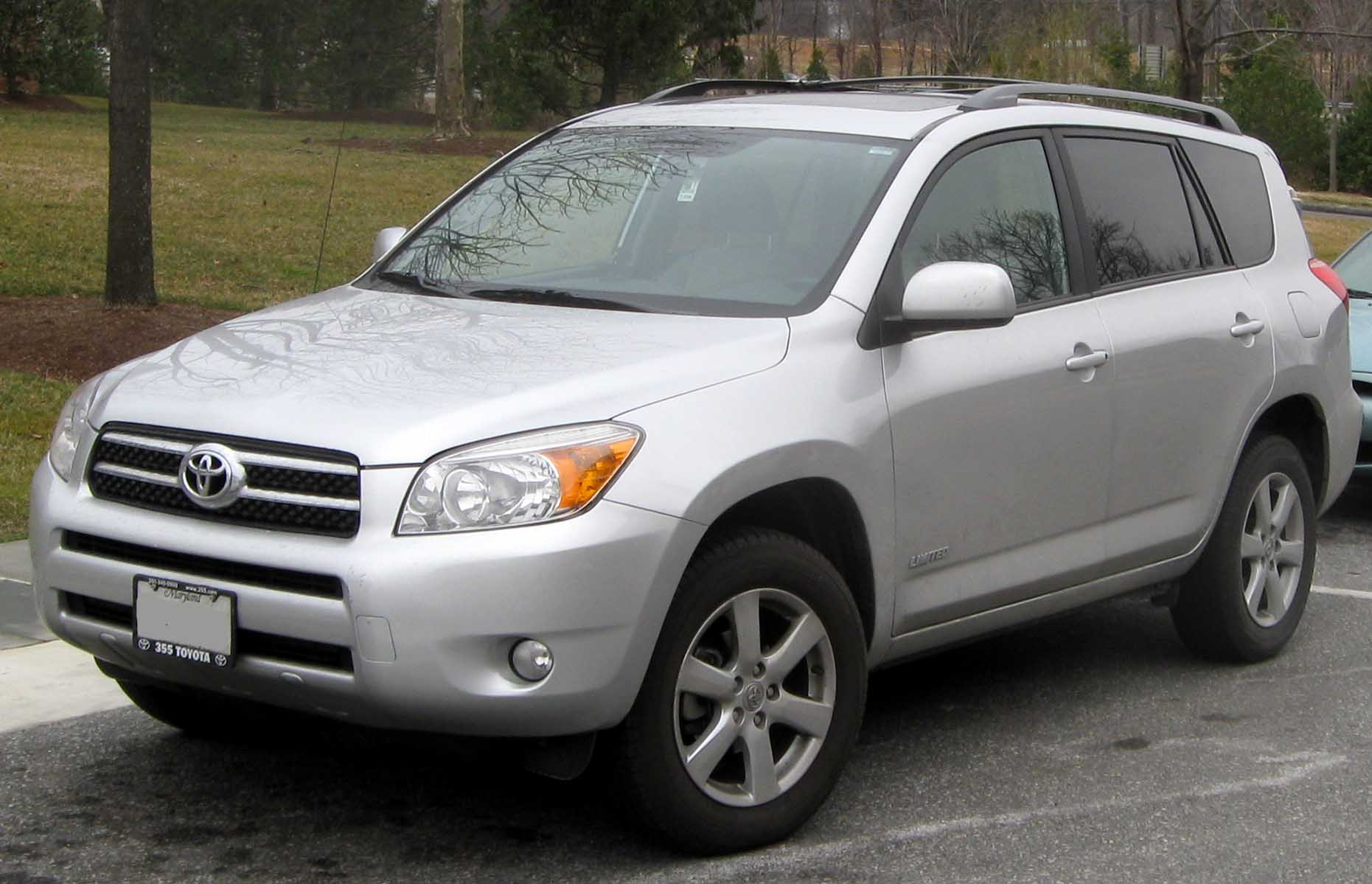
토요타 RAV4(전기형) 정측면

2005년 9월에 열린 프랑크푸르트 모터쇼에서 처음으로 공개되었으며, 같은 해 11월 4일에 출시되었다. 3세대부터 유압식이 아닌 전자식 스티어링 휠 조향 시스템을 도입했다. 3도어가 사라진 대신 5도어는 숏 휠베이스 사양과 롱 휠베이스 사양으로 나뉘었는데, 숏 휠베이스 버전은 일본, 유럽, 뉴질랜드에서 판매되었다. 롱 휠베이스 사양은 대한민국, 일본, 오세아니아, 북아메리카 지역에서만 판매되었다. 2007년에 일본에서는 롱 휠베이스의 디자인을 달리하여 밴가드라는 차명이 붙어져 RAV4와는 별개로 판매되었다. 일본에서는 넷츠 딜러에서 판매가 개시되었다. 롱 휠베이스 사양은 테일 게이트에 스페어 타이어가 적용되며, 작은 아이 2명이 탑승 가능한 3열 시트 (일본과 북아메리카 한정)도 구비하고 있었다. 2008년에 페이스리프트를 거쳤고, 일본에서는 TV 광고 모델로 배우 이병헌이 발탁되기도 하였다. 2009년에는 캐나다에 처음으로 전륜구동 사양이 도입되었으며, 같은 해 10월에 대한민국에서도 판매를 개시했다. 일본에서는 4세대가 출시되었음에도 불구하고 세대교체 없이 2016년 5월까지 생산되었다.
테슬라의 파워트레인을 장착한 전기자동차 모델도 나왔으며, 캘리포니아주에서만 판매했다.

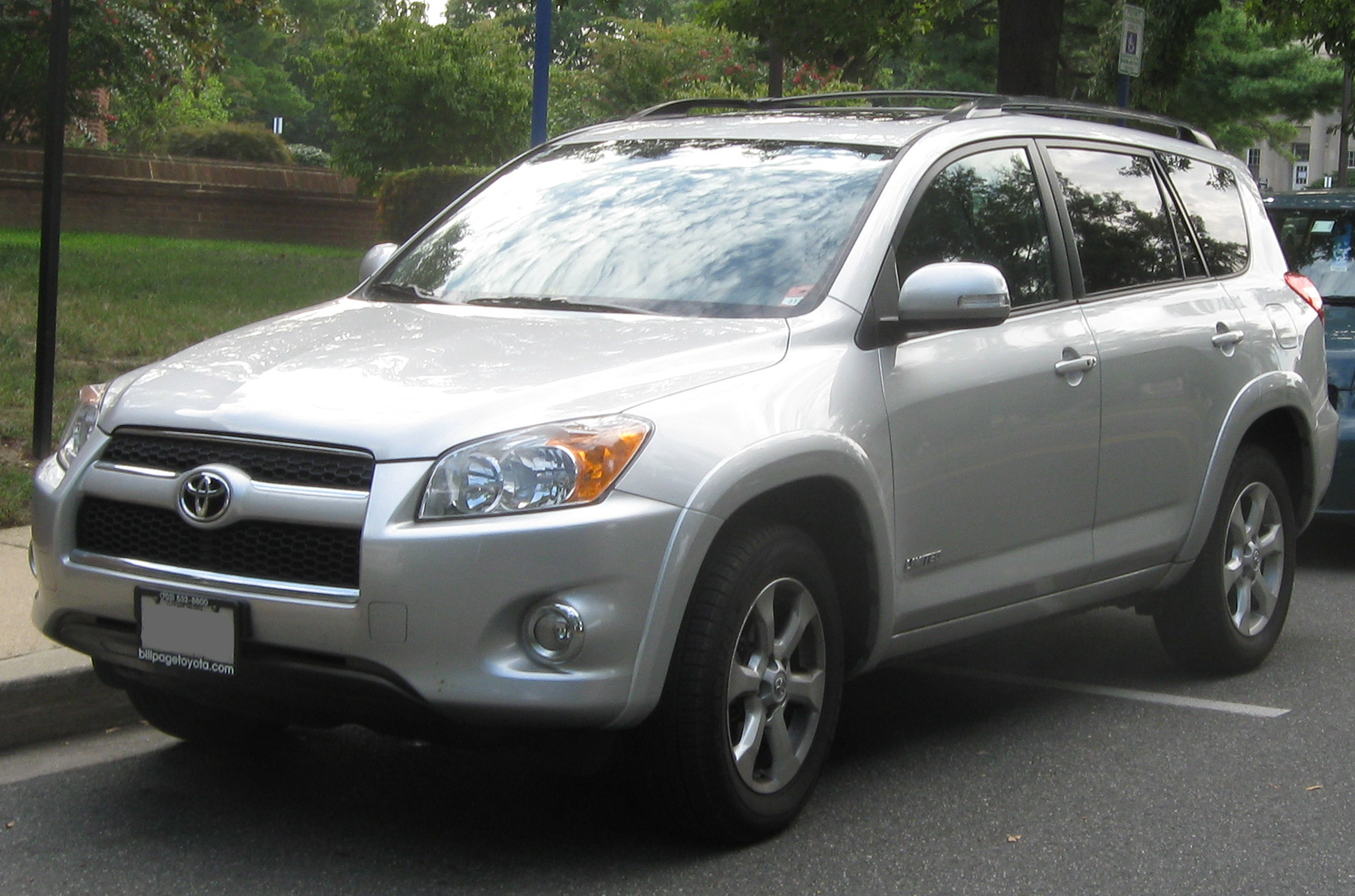
토요타 RAV4(중기형) 정측면
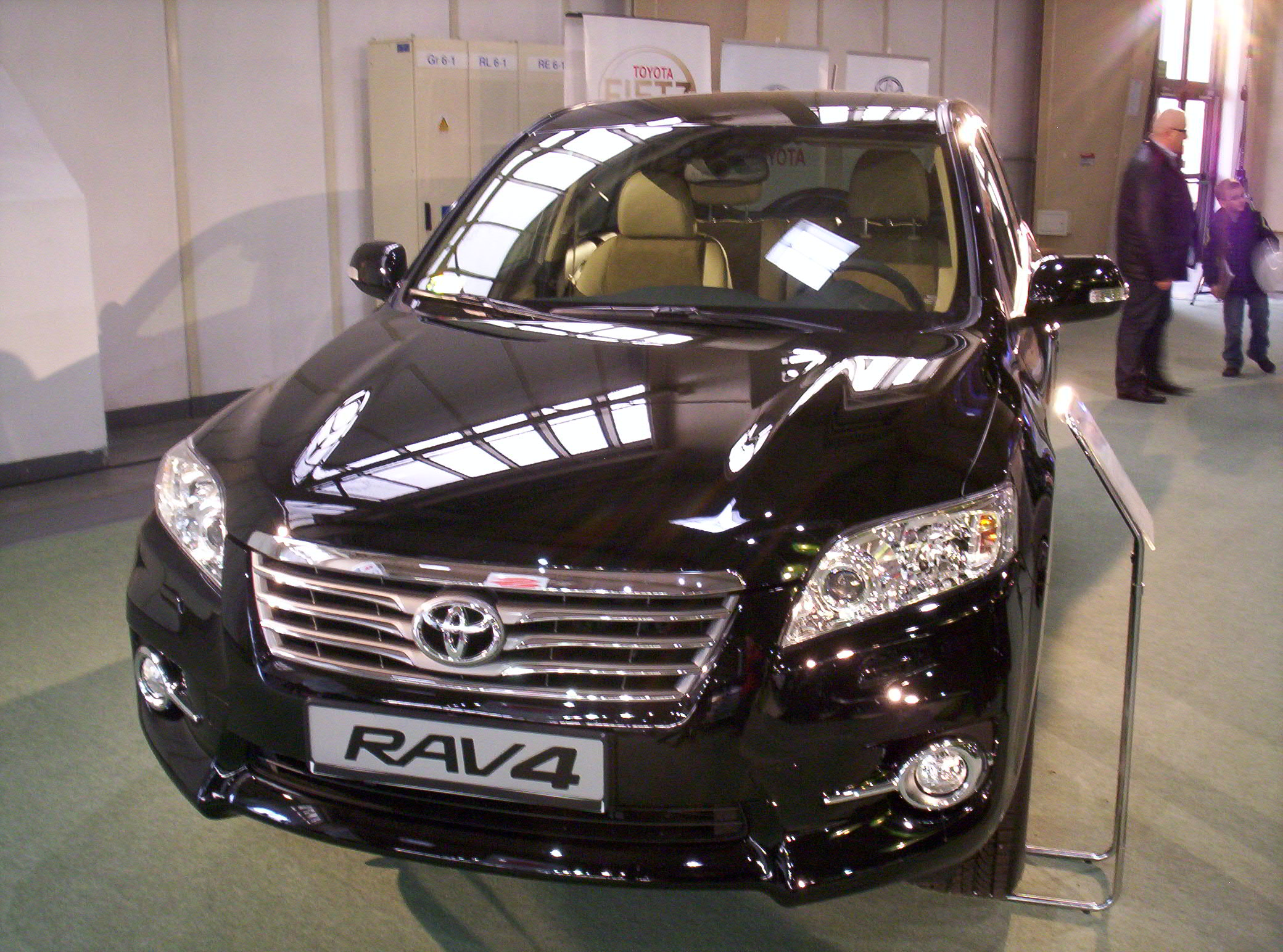
토요타 RAV4(후기형) 정측면
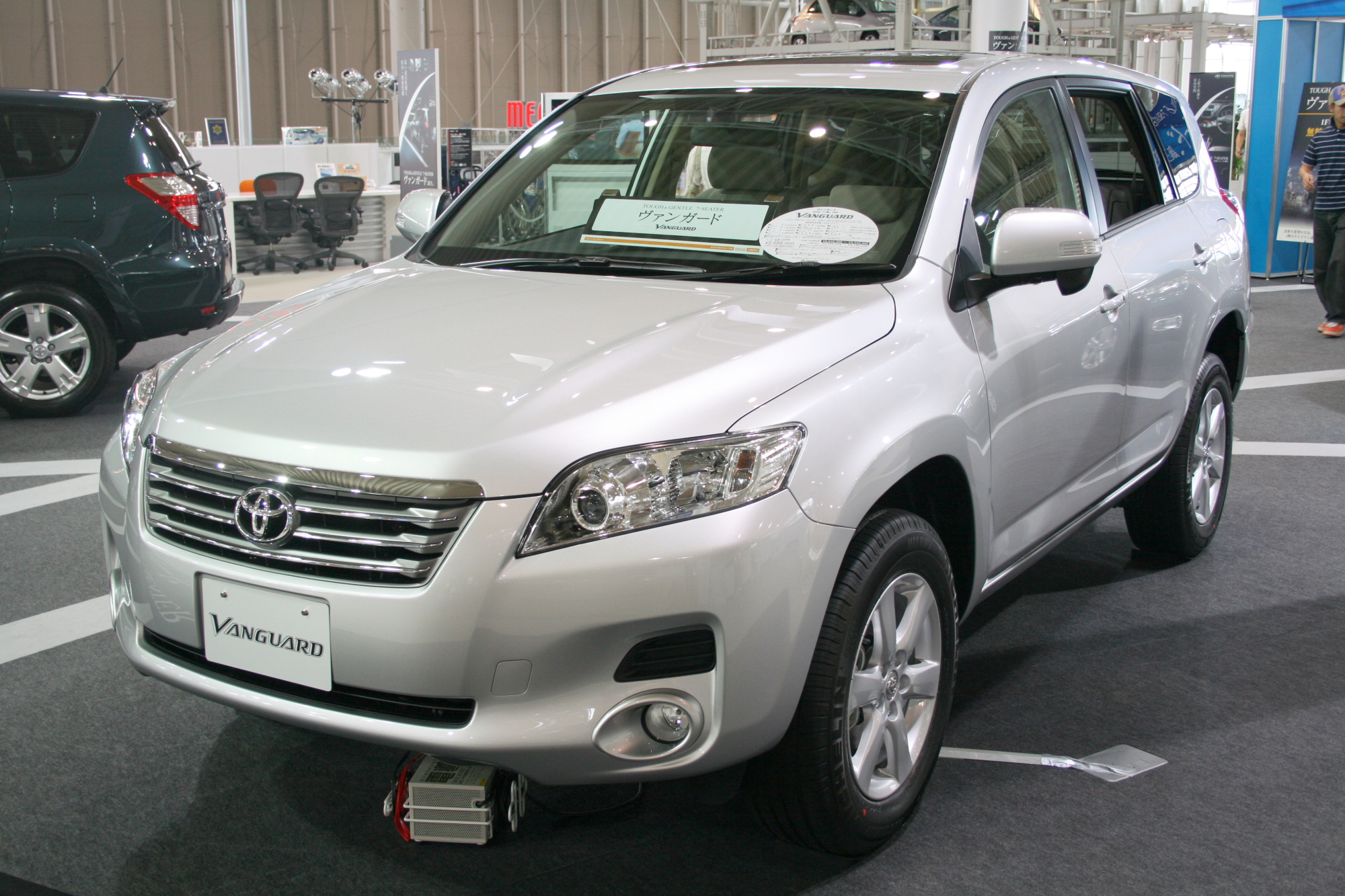
토요타 밴가드 정측면
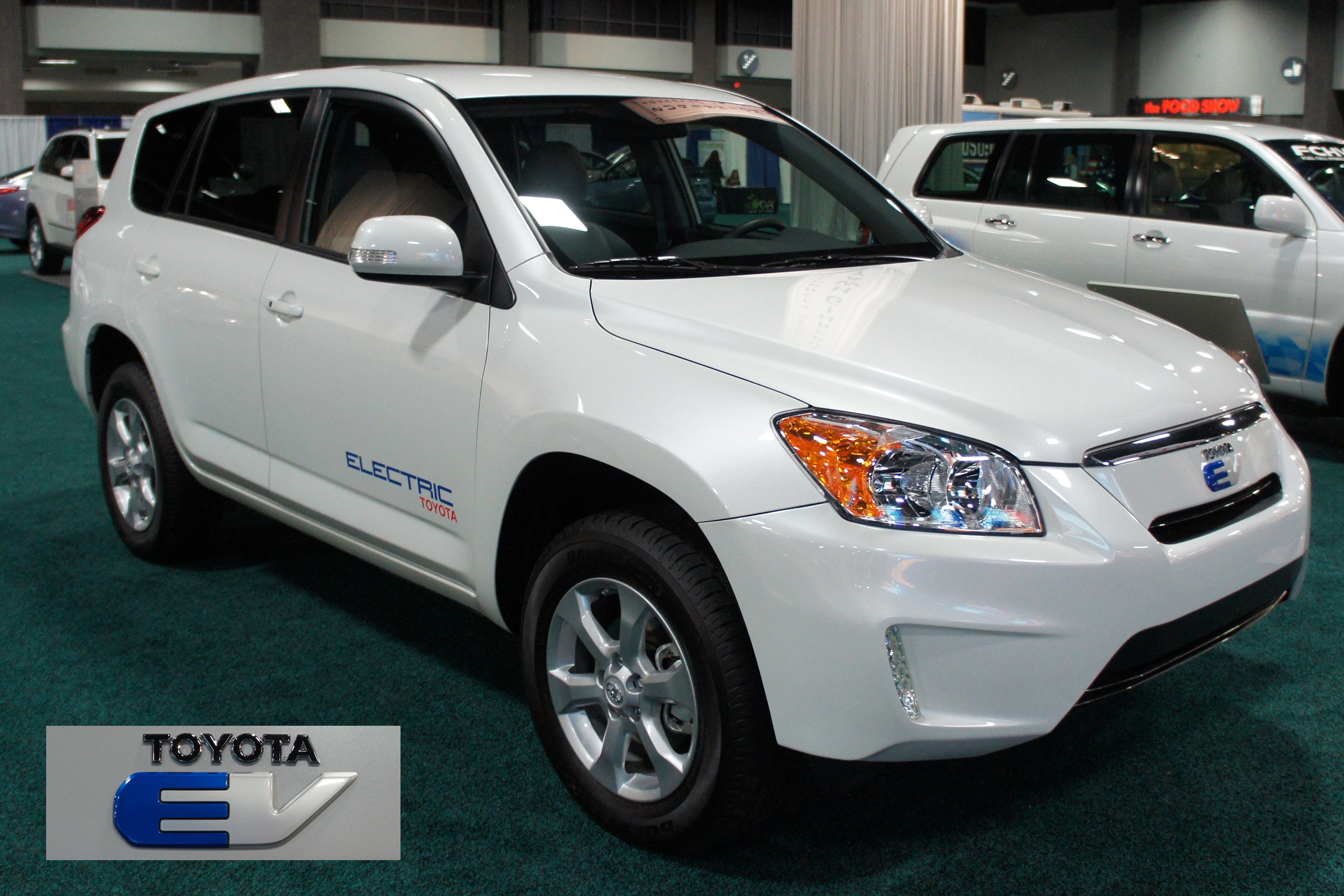
토요타 RAV4(후기형) EV 정측면

### 4세대(XA40) (2013~2019)

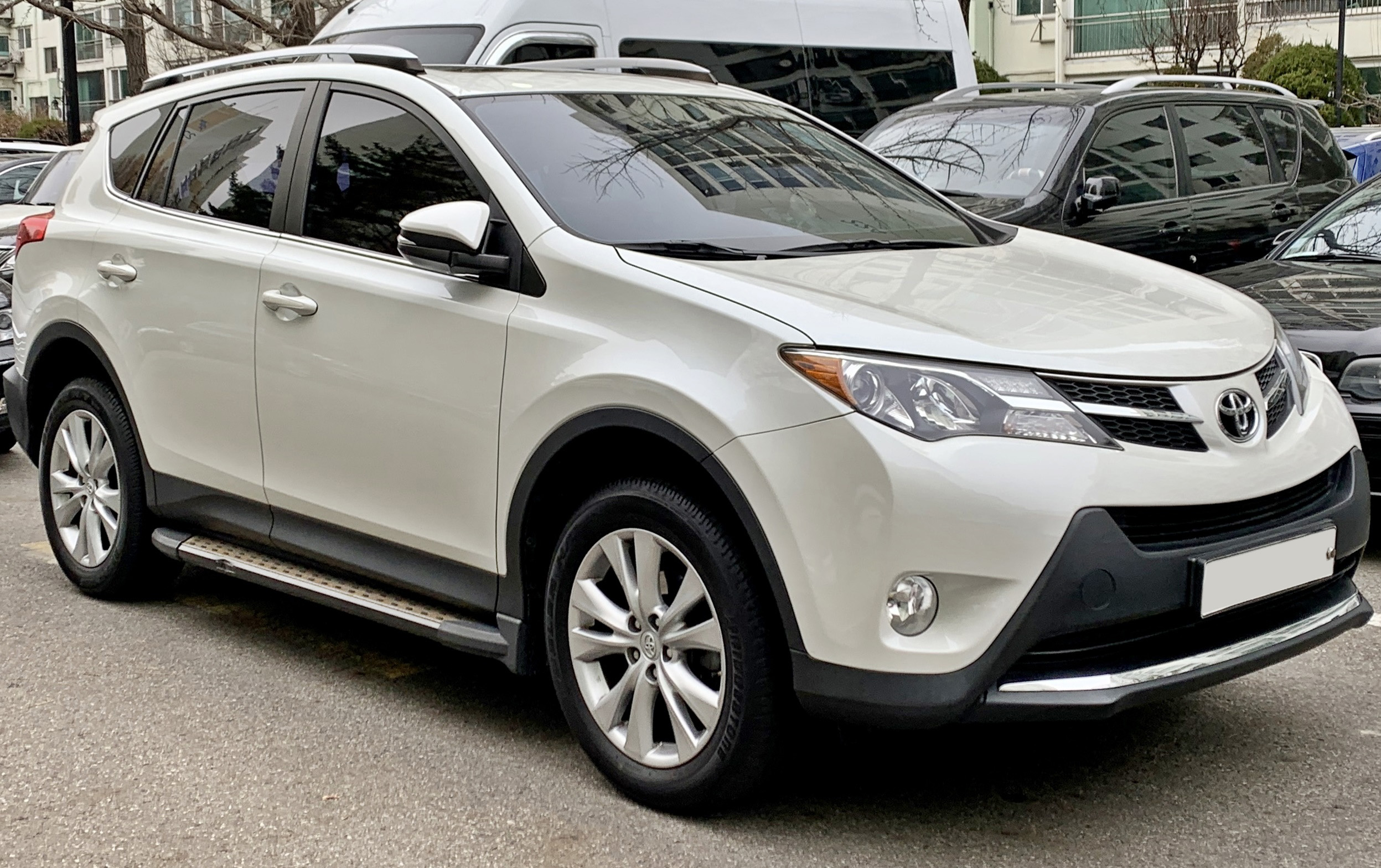
토요타 RAV4(전기형) 정측면

2012년 11월에 LA 오토쇼에서 공개되었다. 2013년 1월에 북아메리카에서 먼저 판매가 시작되었으며, 대한민국을 제외한 나머지 국가에서는 2월부터, 대한민국에서는 5월부터 시작되었다. 일본에서도 생산되지만 판매되지 않는다. 2.0L 가솔린 엔진과 2.5L 가솔린 엔진이 적용된다. 유럽과 일부 아시아 국가에 한해서 2.0L 디젤 터보 엔진과 2.2L 디젤 터보 엔진도 판매되었다. 여기에 6단 수동변속기와 CVT, 6단 자동변속기가 조합된다. 4세대부터 V6 가솔린 엔진을 더 이상 사용하지 않게 되었고, 차체가 한 종류만 존재한다. 역대 RAV4 최초로 옆이 아닌 위로 열리는 전동식 테일 게이트가 도입되었고, 수영 선수의 역동적인 모습을 오마쥬 삼아 디자인되어 토요타 자동차 특유의 고리타분한 이미지 탈피에 주력하였다. 2015년에 페이스리프트를 거쳐 2.5L 가솔린 하이브리드가 추가되었고, 대한민국에서는 2016년 3월부터 RAV4 하이브리드의 판매가 시작되었다.

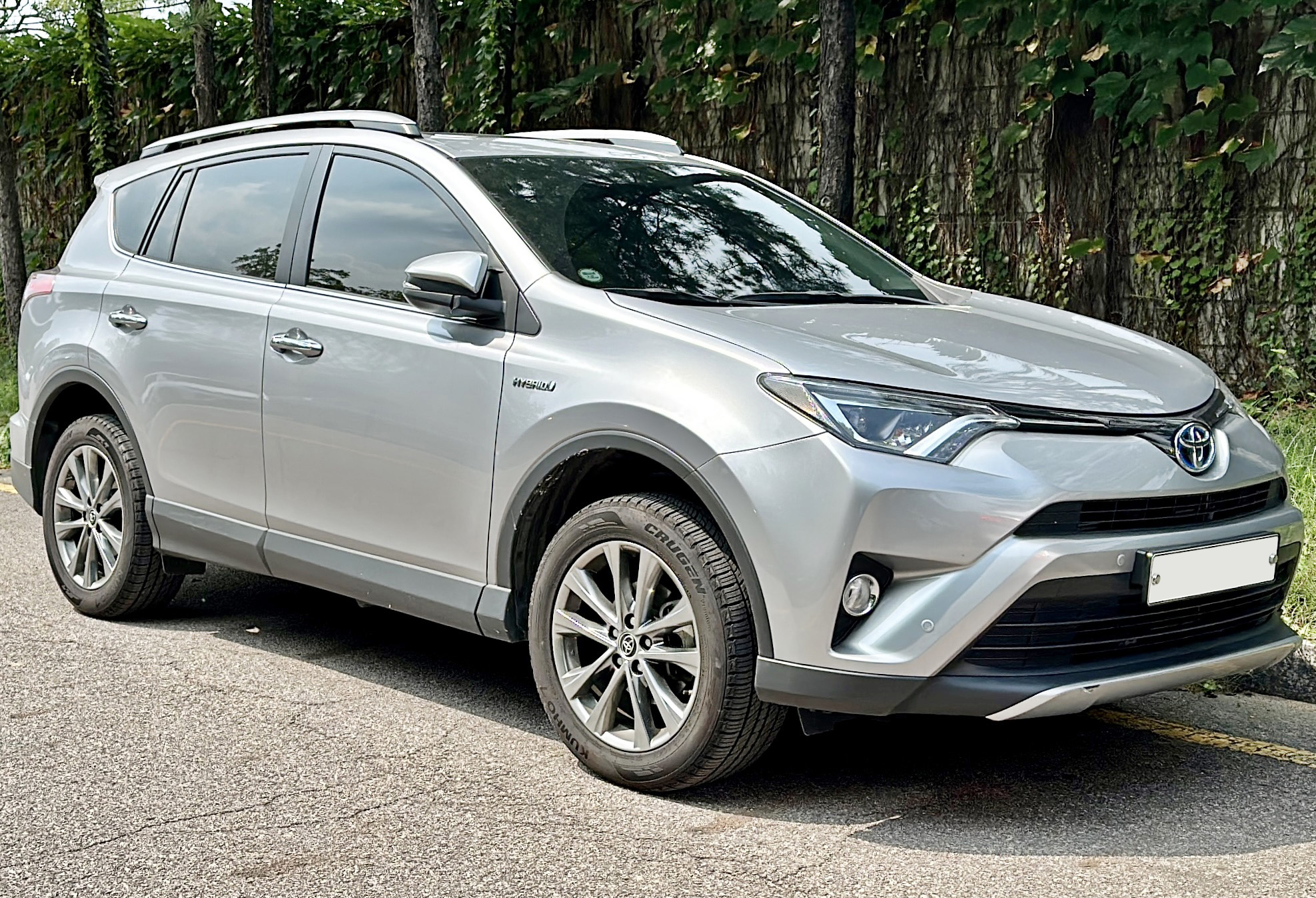
토요타 RAV4(후기형) 정측면

### 5세대(XV50) (2019~현재)

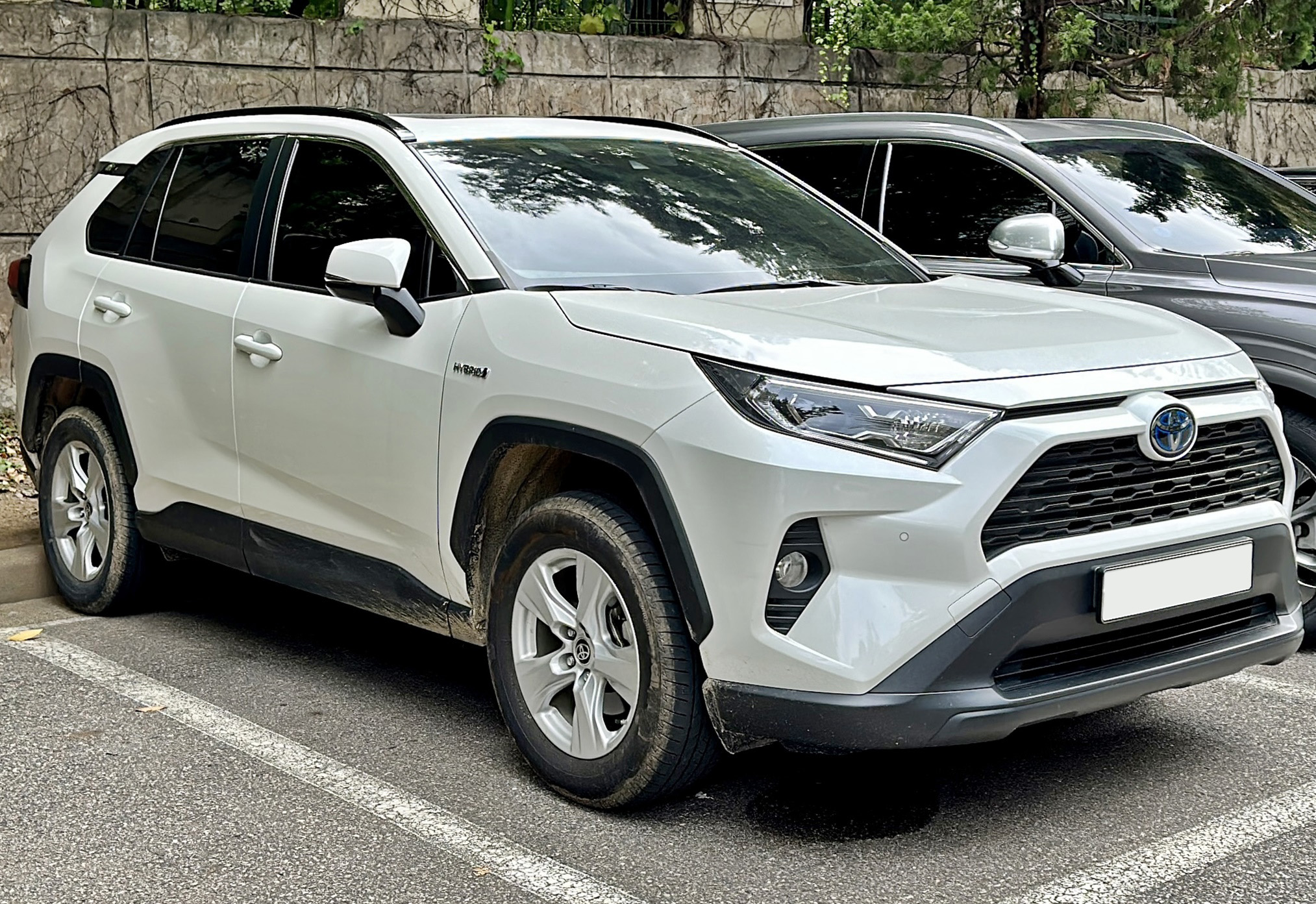
토요타 RAV4 정측면

2018년에 공개되었다. 디자인을 공격적인 느낌으로 바뀌었다. TNGA-K 전륜구동 플랫폼을 쓰면서 저중심 설계가 적용되었다. 일본에서는 동년 4월에 재출시되었으며, 대한민국에서는 2019년 5월부터 판매가 시작되었다. 중국에서는 앞면과 뒷면의 디자인을 약간 달리해 와일드랜더라는 차명으로 판매되며, 유럽에서는 플러그인 하이브리드 모델 한정으로 스즈키 브랜드를 통해 아크로스라는 차명으로 OEM 공급도 하고 있다. 일본의 수제 스킨체인지 카로체리아인 미쓰오카에서는 5세대 RAV4의 바디를 기반으로 옛날 쉐보레 SUV와 비슷한 복고풍 디자인으로 바꾼 "버디"라는 모델을 내놓았다. 플러그인 하이브리드는 펜더 양쪽으로 연료 주입구와 전기 충전구를 배치했으며, 전기 충전구는 조수석 쪽 리어 펜더에 있다. 대한민국 기준으로 RAV4 플러그인 하이브리드의 EV 모드 주행거리는 63km로 인증받았다.
천장 누수, 연료통 이슈 등 잔고장들로 인해 곤욕을 치르고 있다.
대한민국에는 178마력 2.5리터 일반 가솔린 모델과 222마력 2.5리터 가솔린 하이브리드 2가지가 나왔으나 2022년부터 하이브리드만 판매하며, 4륜구동은 하이브리드에만 장착했다. 2023년 2월 21일에는 대한민국 시장에 306마력 플러그인 하이브리드를 추가했다. 대한민국 복합연비는 일반 하이브리드 15.1km/L, 플러그인 하이브리드 15.6km/L다.

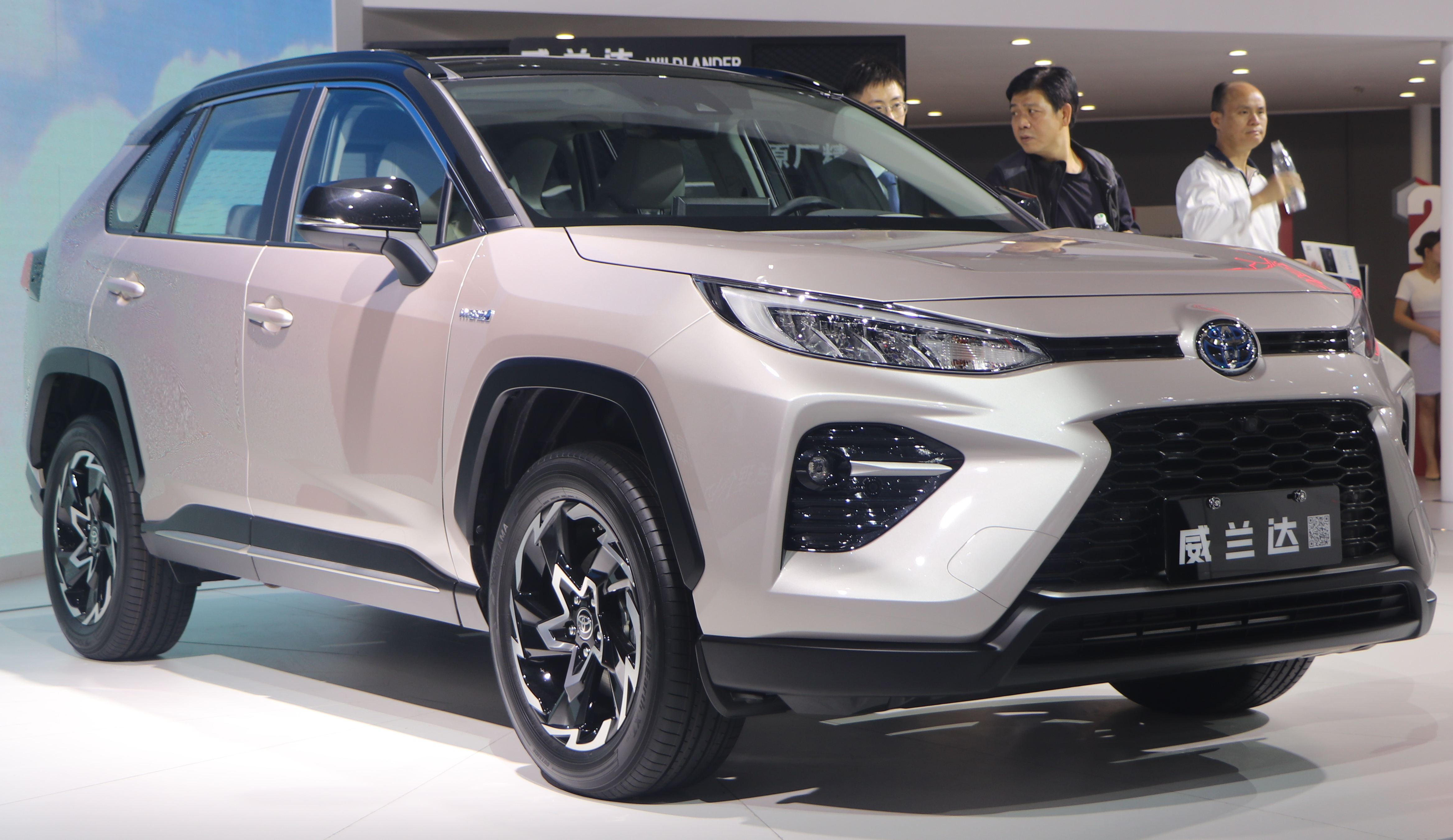
토요타 와일드랜더 정측면